# The Lexicon of Love II
The Lexicon of Love II – dziewiąty album studyjny brytyjskiego zespołu popowego ABC, wydany 27 maja 2016 przez Virgin EMI. Nawiązuje do debiutanckiego krążka grupy, The Lexicon of Love. Płytę promuje singel Viva Love.

## Lista utworów
1. "The Flames of Desire"
2. "Viva Love"
3. "Ten Below Zero"
4. "Confessions of a Fool"
5. "Singer Not the Song"
6. "The Ship of the Seasick Sailor"
7. "Kiss Me Goodbye"
8. "I Believe in Love"
9. "The Love Inside the Love"
10. "Brighter Than the Sun"
11. "Viva Love Reprise"